# Bjørnstjerne Bjørnson
Bjørnstjerne Martinius Bjørnson (Kvikne, 8. prosinca 1832. – Pariz, 26. travnja 1910.), je bio norveški književnik, nobelovac i političar. Bjørnson je poznat po tome što je bio član "Velike četvorice" norveških pisaca zajedno s Henrikom Ibsenom, Jonasom Lieom i Alexanderom Kiellandom. Bjørnson je bio jedan od izvornih članova Odbora za Nobelovu nagradu, a 1903. je i sam dobio Nobelovu nagradu za književnost. Bjørnson je također poznat po tome što je napisao riječi za norvešku himnu Ja, vi elsker dette landet.

## Djela
- Sunčano brdo (1857.)
- Sigurd Slembe (1862.)
- Marie Stuart Skotland (1864.),
- Bankrotirani (1875.)
- Iznad naših moći (1883. – 1895.)
- Ribarica (1868.)
- Arnljot Gelline (1870.)

## Vanjske poveznice
- Nobel Prize bio  Arhivirana inačica izvorne stranice od 25. travnja 2006. (Wayback Machine)
- Djela Bjørnstjernea Bjørnsona na Projekt Gutenbergu
- Biography from the Norwegian Ministry of Foreign Affairs